# Aserbaidschanfilm

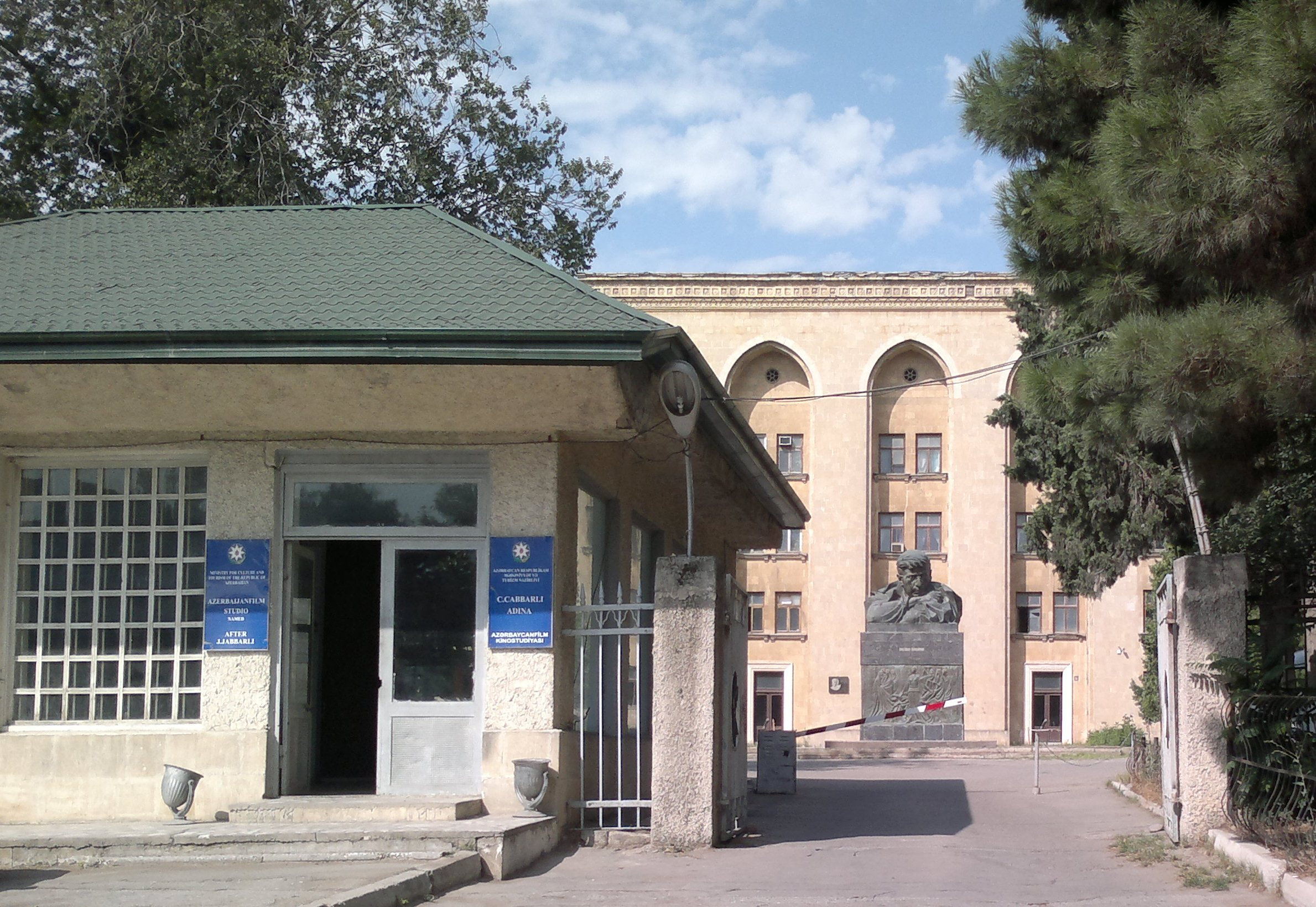
Haupteingang zum Aserbaidschanfilm-Studio

Aserbaidschanfilm  „Dschafar Dschabbarli“ (aserbaidschanisch Azərbaycanfilm) ist eine aserbaidschanische staatliche Filmproduktionsfirma mit einem Filmstudio in Baku. Zur Zeit der Aserbaidschanischen SSR wurden praktisch alle aserbaidschanischen Filme und Dokumentarfilme hier produziert.

## Geschichte
Aserbaidschanfilm wurde 1920 als Fotokinoabteilung des Volkskommissariats für Bildung der Aserbaidschanischen SSR gegründet.
Es wurden mehrere Namen offiziell benutzt, darunter:
- Azərbaycan XMK-nın İncəsənət Şöbəsi (1920–1923),
- Azərbaycan Foto-Kino İdarəsi (1923–1925),
- Azərdövlətkino (1925),
- Azdövlətkino (1926–1930),
- Azərkino (1930–1931),
- Azərfilm (1932–1941),
- Azdövlətkinosənaye (1934–1935),
- Azərbaycan kinostudiyası (1936),
- Bakı kinostudiyası (1939–1959),

bevor es 1960 seinen heutigen Namen als Aserbaidschanfilm (Azərbaycanfilm) annahm, und nach Dschafar Dschabbarli benannt wurde.
Nach dem Zerfall der Sowjetunion konnte das Filmstudio durch maßgebliche staatliche Förderungen erhalten werden. Einige Filme wurden seitdem mit Produktionsfirmen westlicher Länder koproduziert, vor allem mit deutschen Produktionsgesellschaften.
Derzeit ist Aserbaidschanfilm Teil des aserbaidschanischen Ministeriums für Kultur und Tourismus.

## Filmografie (Auswahl)

### Aserbaidschanische SSR
- 1931: Qaz
- 1933: Lökbatan
- 1933: 26 Kommissare (Двадцать шесть комиссаров)
- 1936: Am blauesten aller Meere (У самого синего моря, U samowo sinewo morja)
- 1945: Der Tuchhändler
- 1956: O Olmasin, Bu Olsun
- 1959: Das Geheimnis der Festung (Bir qalanın sirri)
- 1961: Balıqçılar
- 1963: Kür
- 1964: İçəri Şəhər
- 1964: Ulduz
- 1964: Der Zaubermantel (Sehrli xalat)
- 1965: Mingəçevir
- 1970: Sevil
- 1973: Nəsimi
- 1977: Geburtstag
- 1979: Babek
- 1988: Der Schurke
- 1989: Anekdote

### Aserbaidschan
- 1991: Der Verlobungsring
- 1998: Sarı Gelin
- 2001: Sehrli xalat
- 2004: Nationale Bombe
- 2009: Die 40. Tür
- 2010: Der Bezirk
- 2011: Buta
- 2012: Erstaunliches Aserbaidschan (Dokumentarfilm)
- 2012: Steppenmann
- 2014: Nabat